# Standbeeld van Piet Hein
Het standbeeld van Piet Hein is een gedenkteken uit 1870 voor de zeevaarder Piet Hein in het stadsdeel Delfshaven in de Nederlandse gemeente Rotterdam.

## Achtergrond
De zeevaarder Piet Hein werd in 1577 geboren in Delfshaven. Hij was commandant van de West-Indische Compagnie en bracht het tot luitenant-admiraal van Holland en West-Friesland. In 1828 werd gevierd dat Hein tweehonderd jaar eerder de Spaanse zilvervloot had veroverd. Plannen om ter gelegenheid van de feestelijkheden voor hem een monument op te richten liepen echter op niets uit.
In de zomer van 1867 vatte een aantal mannen, waaronder meester-steenhouwer Verhoogh het plan op om in de winter een standbeeld van sneeuw te maken. Zij lieten een bas-reliëf van Hein maken, naar een tekening van Arnold Houbraken. Begin januari 1868 werd 's nachts een groot sneeuwbeeld opgericht, dat op veel bijval van de plaatselijke bevolking kon rekenen. Burgemeester Rösener Manz nam daarop het initiatief om een echt standbeeld op te richten. Er werd een comité gevormd onder zijn voorzitterschap en een inzamelingsactie gestart. Prins Hendrik was erevoorzitter.

## Beschrijving
In 1869 kreeg beeldhouwer Joseph Graven uit 's-Hertogenbosch de opdracht het standbeeld te maken. Omdat een bronzen uitvoering te duur zou worden, werd besloten het op te richten in zandsteen uit Udelfangen (nabij Trier).
Het drie meter hoge beeld toont Piet Hein ten voeten uit, gekleed in wapenrok en laarzen. Het verbeeldt het moment dat hij het commando geeft de Duinkerker kapers aan te vallen. Hij heeft in zijn rechterhand de bevelhebbersstaf en omvat met zijn linkerhand het gevest van zijn degen. Aan Heins voeten zijn een kanon en anker geplaatst. Het gezicht is gemodelleerd naar het portret van Houbraken.
Het voetstuk werd gemaakt door steenhouwer Verhoogh. De bijna drie meter hoge sokkel is gemaakt van Escauzijnse steen, natuursteen afkomstig uit de groeve van Écaussinnes.
Aan de vier zijden zijn opschriften aangebracht die verwijzen naar Piet Hein. Op de achterzijde staat zijn lijfspreuk "ARGENTUM AURO UTRUMQUE VIRTUTI CEDIT" (vertaald "Goud is meer dan zilver, deugd overtreft beide"), aan de linkerzijde is in reliëf het wapen van Delfshaven geplaatst, aan de rechterzijde het wapen van Holland en aan de voorzijde het sprekend wapen van Piet Hein, een pietje op een omheining.
Oorspronkelijk stond het standbeeld op het Piet Heynsplein. Halverwege de jaren zestig van de twintigste eeuw is het standbeeld verplaatst naar de huidige locatie naast de Achterhavenbrug. Bij het plaatsen op de huidige locatie werd het standbeeld gedraaid en keek Piet Hein niet meer richting de Nieuwe Maas, maar naar het noorden. Op 28 september 1985 is het standbeeld gedraaid en is het standbeeld weer gericht op de Achterhaven.

## Plaatsing
Op 17 oktober 1870 werd het monument onthuld in aanwezigheid van koning Willem III, prins Hendrik, commissaris van de koning Loudon en de ministers Fock en Brocx. Het gedenkteken werd vervolgens overgedragen aan de gemeente. De onthulling werd opgeluisterd door de Harmonie uit Delfshaven en het Rotte's Mannenkoor uit Rotterdam.
Naar 19e-eeuws gebruik was het beeld aanvankelijk omgeven door een manshoog ijzeren hekwerk. In 1963 is het beeld verplaatst vanwege het doortrekken van de haven. Het standbeeld werd in 1973 als rijksmonument in het Monumentenregister opgenomen.
In juni 2020 werd door de gemeente Rotterdam een bewakingscamera bij het standbeeld van Piet Hein in Delfshaven geplaatst, vanwege bekladdingen op verschillende plekken in de stad. Een actiegroep had op een aantal plekken in de stad verf gespoten op standbeelden en gebouwen. Op het Piet Hein-standbeeld in Delfshaven stonden de woorden 'Killer' en 'Dief'. De groep zei voort te borduren op de Black Lives Matter-demonstraties, tegen de verheerlijking van de periode dat Nederland landen veroverde, slaven verhandelde en kunst roofde.

## Restauratie
In 2022 heeft de gemeente Rotterdam het standbeeld en de sokkel gerestaureerd, naar een herstelplan door gemeentelijk restauratie-architect Jurjen van Beek. Het plan werd opgesteld na historisch- materiaaltechnisch- en kleuronderzoek. Verdwenen of geërodeerde onderdelen werden door restauratoren en steenhouwers teruggebracht. Scheuren en slecht uitgevoerde eerdere aanpassingen werden hersteld. Het Udelfanger zandsteen bleek van oudsher overschilderd, dit legitimeerde dat het standbeeld geheel overschilderd kon worden waarmee een lappen deken van alle herstellingen onzichtbaar kon worden en het beeldhouwwerk als sculptuur na de restauratie beter tot uitdrukking is gekomen. De sokkel uit Blauwe hardsteen werd niet overschilderd maar voorzien van plaatselijke inzetstukken waar herstel nodig was. De inscripties werden ook hersteld en weer verguld. 
Voor de 2DOC documentaire van de NTR "Beelden van Piet Hein", werd de restauratie gevolgd door Tim van den Hoff van Frontaal Film. De documentaire werd uitgezonden in 2024. In de documentaire waren ook de gelijktijdige restauraties van het grafmonument van Piet Hein in Delft en het standbeeld in Matanzas op Cuba te zien.

## Afbeeldingen

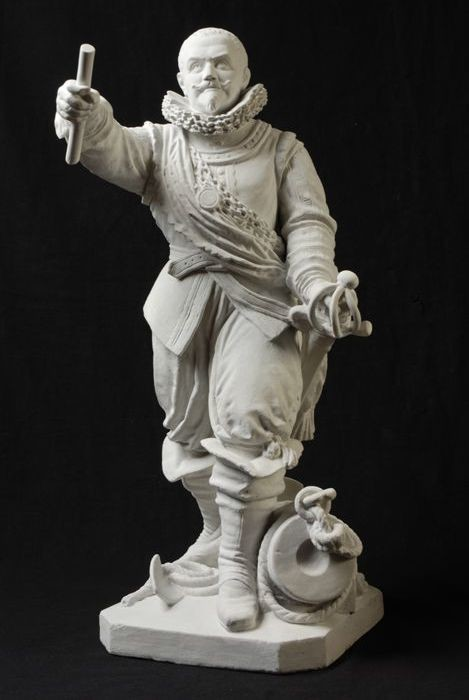
Gipsen voorstudie
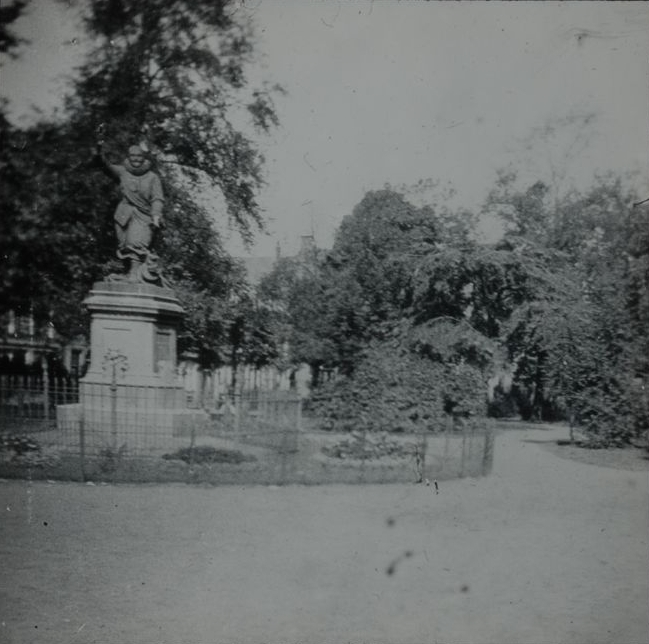
Standbeeld in oorspronkelijke situatie
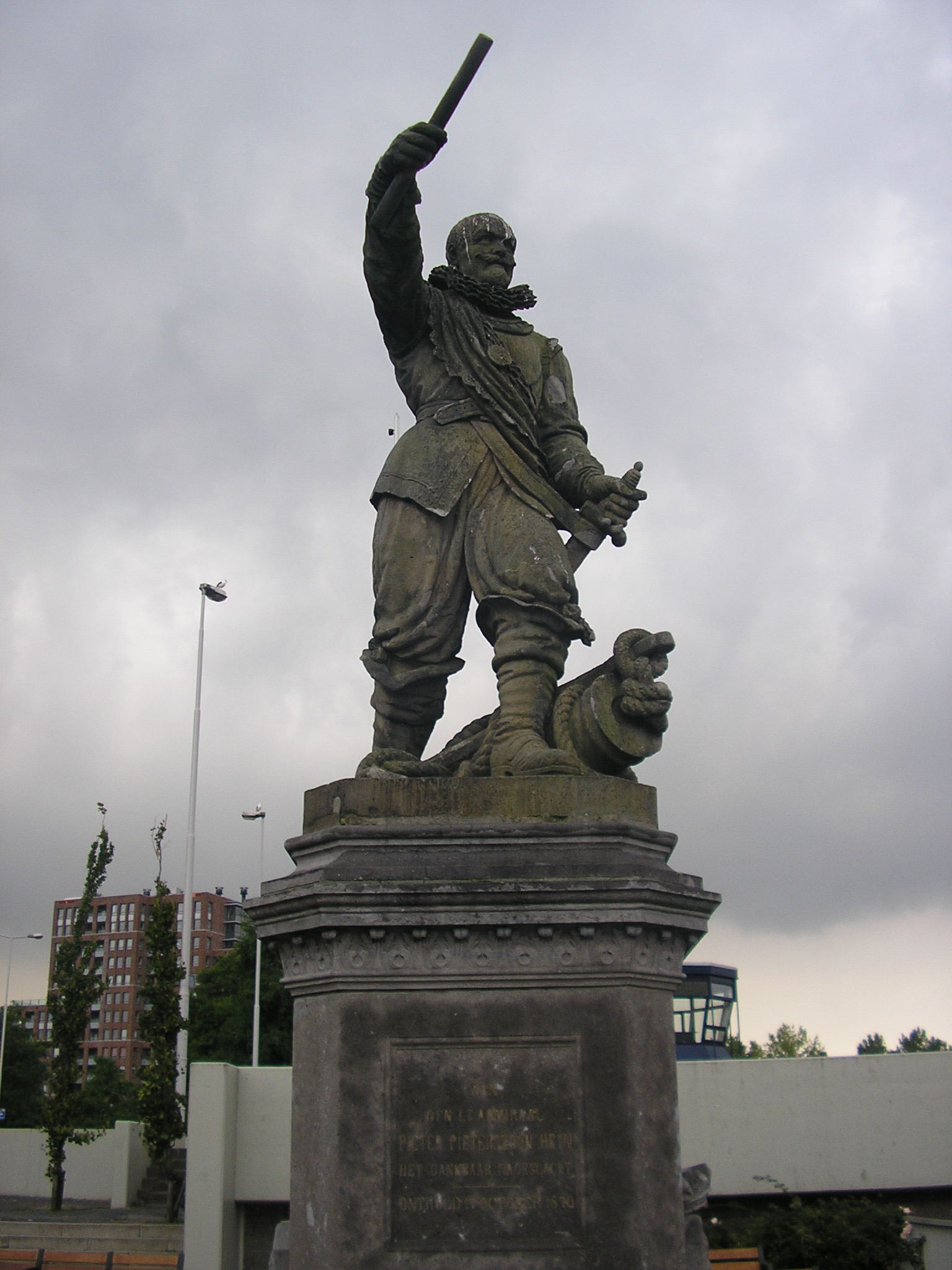
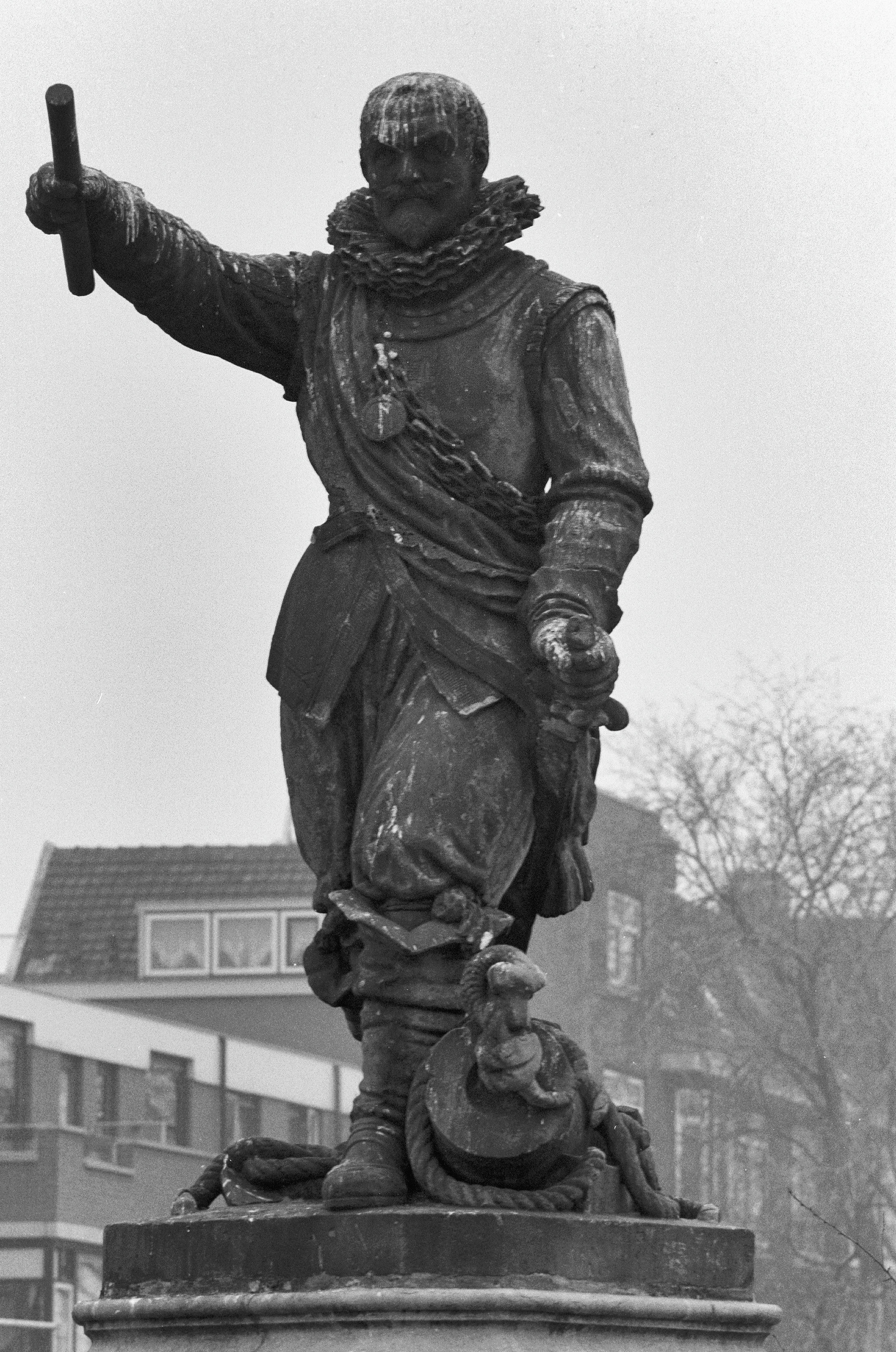
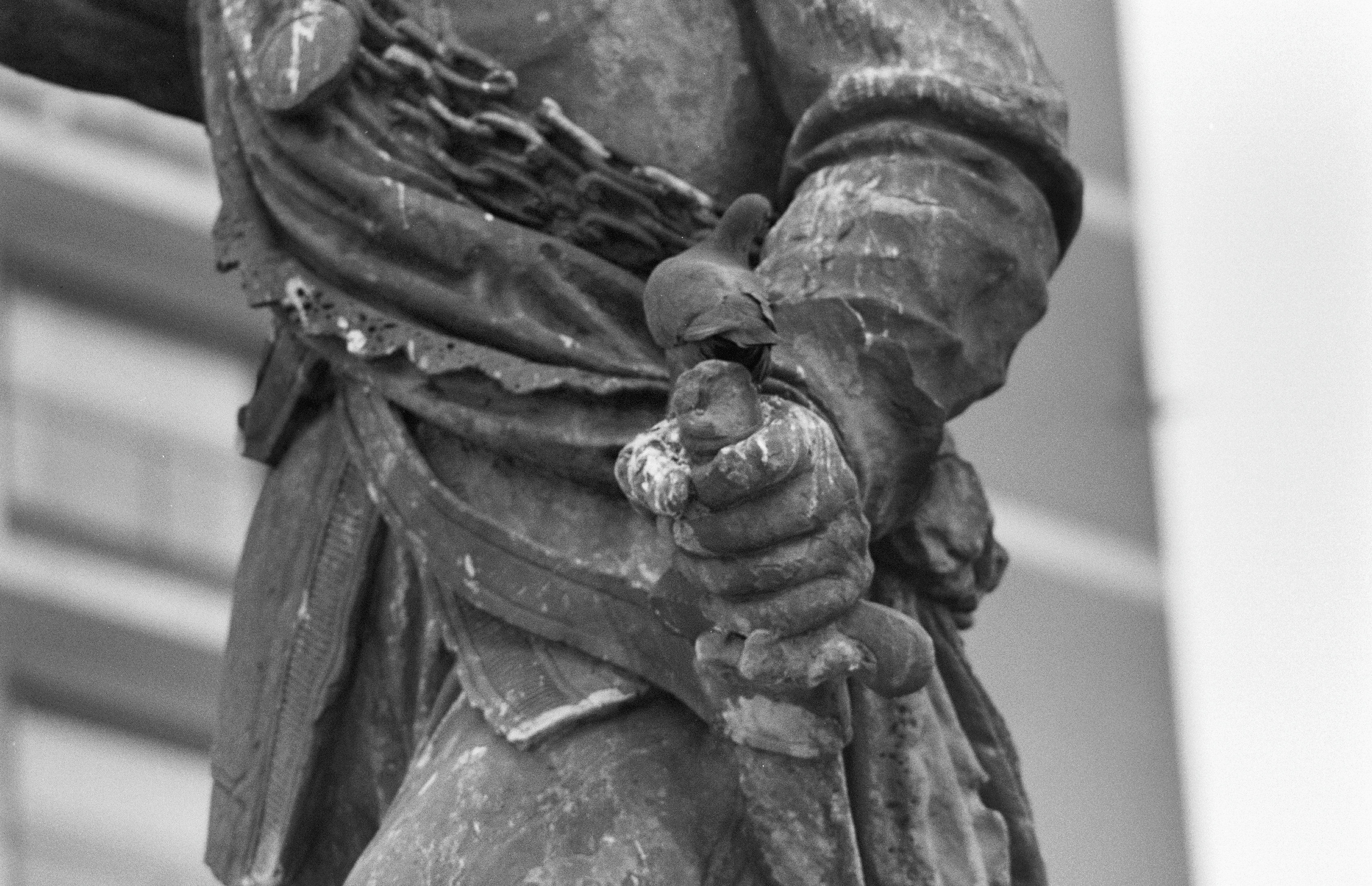
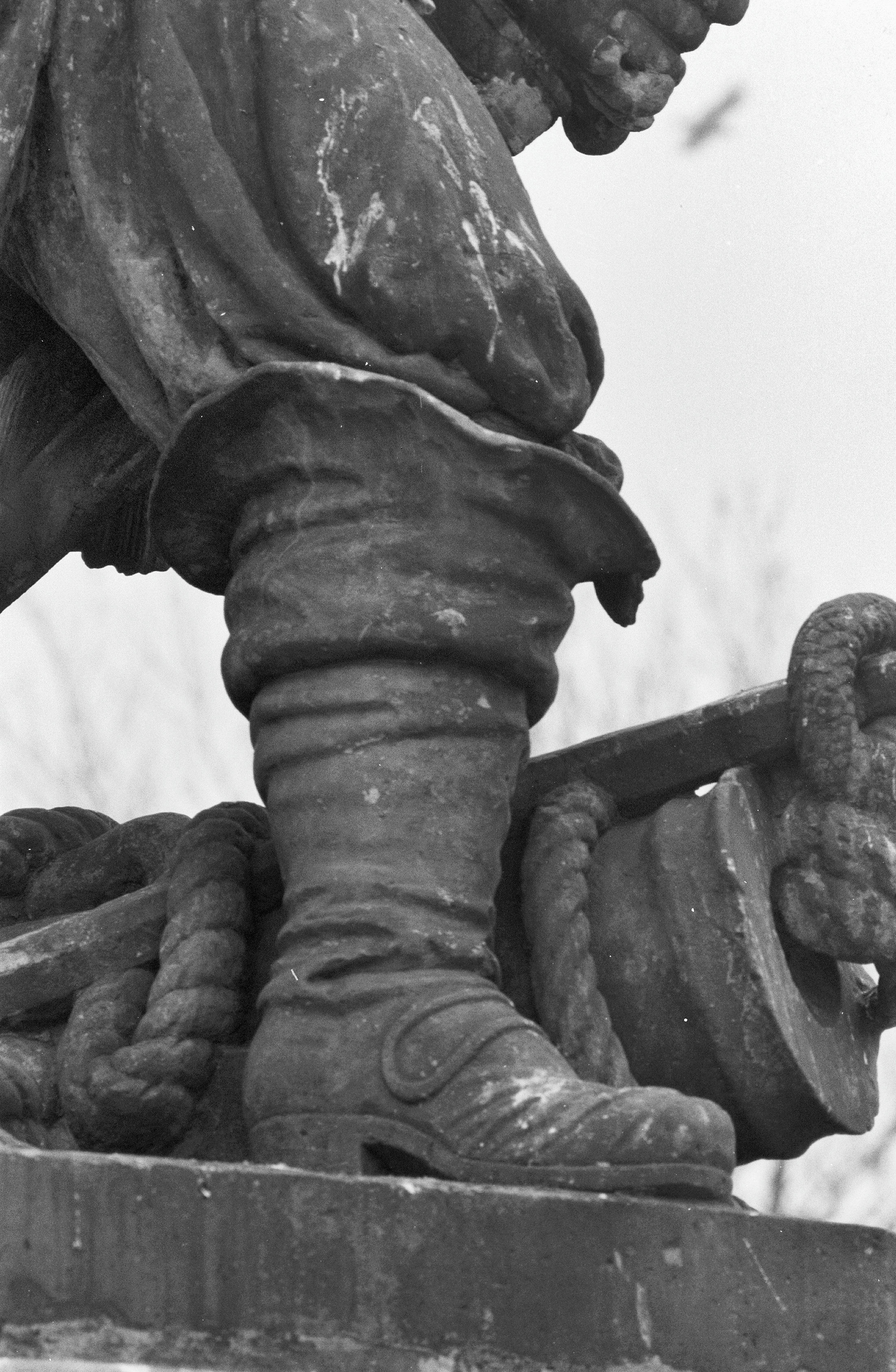